# Showboy (film 1991)
Showboy – (org. Шоу-бой) radziecki melodramat z 1991 roku w reż. Wiktora Wołkowa.

## Opis fabuły
Andriej (nazywany przez kolegów "Showboy") jest liderem młodzieżowej grupy pop-rockowej, cieszącej się dużą popularnością. Życie spędza w trasach koncertowych. Nie jest jednak taki jak inni członkowie jego zespołu – stroni od libacji i łatwych dziewczyn. Na jednym ze swoich koncertów poznaje piękną Maszę. Pomiędzy dwojgiem młodych ludzi od razu rodzi się uczucie i poprzysięgają sobie miłość na wieki. Cała ta sytuacja nie podoba się jednak inteligentnemu i cynicznemu Goriełowowi – szefowi agencji dla której pracuje Andriej i Masza. Firma, której dyrektoruje, prowadzi rozległe interesy, również z partnerami zagranicznymi. Masza jest w niej hostessą, jednak nie tylko hostessą ale również "dziewczyną do towarzystwa", która na różnego rodzaju imprezach towarzyskich "zmiękcza" potencjalnych kontrahentów. Goriełowowi szczególnie zależy na gościach ze Szwecji. Chce, aby Masza z najważniejszym z nich – Thomasem wyjechała na kilka dni na Krym. Jej związek z Andriejem przeszkadza mu w tym, więc informuje Andrieja o roli, jaką pełni dziewczyna w jego firmie – przedstawia ją jako doświadczoną prostytutkę i pokazuje mu jej roznegliżowane zdjęcia. Zrozpaczony Andriej zrywa z Maszą. W tym czasie, podczas wspólnego pobytu na Krymie, Thomas zauroczony Maszą oświadcza się jej i proponuje wyjazd do Szwecji, na co Masza przystaje. Jednak Andriej w końcu pojmuje, że kocha Maszę i nie może bez niej żyć. Porzuca grę w zespole i próbuje odnaleźć Maszę. Dowiaduje się od jej przyjaciółki o jej decyzji o wyjeździe. Do odlotu pozostało tylko dwie godziny. Andriej próbuje dotrzeć na lotnisko, ale jedynym środkiem transportu, jaki udaje mu się znaleźć, jest stara Łada, którą próbuje ukraść. Nie udaje mu się niestety jej uruchomić, a Masza odlatuje...

## Główne role
- Paweł Owczarow – Andriej
- Irina Markowa – Masza
- Igor Murugow – Goriełow
- Jurij Drozdow – perkusista Sierienia
- Walierij Bieliajew – Thomas
- Jekatierina Goldiapina – Wasilisa (koleżanka Maszy)
- Nikołaj Tonskij – współpracownik Thomasa
- Wiktor Nieznanow – przyjaciel Goriełowa
- Anton Tabakow – współpracownik Goriełowa

i inni.